# لورانس وليامز (مصرفي)
لورانس وليامز (بالإنجليزية: Lawrence Williams)‏ هو مصرفي غياني، ولد في 1955، وتوفي في 7 مايو 2014 في جورج تاون في غيانا.